# Der Weilburger Kadettenmord
Der Weilburger Kadettenmord ist ein für das Fernsehen produzierter Autorenfilm von 1977, nach einer Idee von Wolfgang Lohmeyer. Regie führte Eberhard Itzenplitz. Die Erstausstrahlung war am 4. Februar 1977, im ZDF. Der Film basiert auf einem wahren Ereignis, das sich im frühen 19. Jahrhundert in der Stadt Weilburg in Mittelhessen zutrug.

## Handlung
Im Jahr 1827 stiftet Mathias Trapp, Sergeant im 1. Infanterieregiment der Herzoglich Nassauischen Armee, mehrere Soldaten zum Mord an dem 18 Jahre alten Kadetten (Offizieranwärter) Adolph Vigelius an. Das Komplott umfasst zuletzt 48 einfache Soldaten und Unteroffiziere, die das Verbrechen am 7. Dezember 1827 außerhalb der Weilburger Kaserne gemeinschaftlich begehen wollen.
Trapp lockt seine Kameraden mit der Aussicht auf eine angebliche große Geldsumme, die das Opfer bei sich tragen soll. Die Beute bleibt, nach der Aufteilung unter den zahlreichen Komplizen, indes bescheiden.
Trapps wahres Motiv ist denn auch nicht Geldgier, sondern gekränkter Stolz und frustrierter Ehrgeiz. Der aus einfachen Verhältnissen stammende Sergeant ist erbost darüber, dass ein neuer herzoglicher Erlass ihm und anderen bewährten Unteroffizieren den bisher möglichen Aufstieg zum Offizier verwehrt. Um das Offizierskorps zu professionalisieren und zu modernisieren, soll es sich in Zukunft allein durch die Angehörigen der „gebildeten Stände“ ergänzen. Im Militär Karriere machen können demnach nur noch die Söhne des Adels und des reichen Bürgertums, wie es bereits vor den Napoleonischen Kriegen der Fall war.
Trapp fühlt sich damit als eine Art „Modernisierungsverlierer“, Vigelius hingegen ist ein „Modernisierungsgewinner“ – und für Trapp ein typischer Repräsentant der von ihm gehassten privilegierten Oberschicht. Da sich der Unzufriedene durch Vigelius’ vermeintlich arrogantes Verhalten zusätzlich gedemütigt fühlt, plant er mit dessen Tötung ein Exempel zu statuieren. In dessen Ausführung bleibt Trapp jedoch inkonsequent: Indem er das Verbrechen später als Raubmord tarnt, verliert die Tat ihren vordem gedachten Charakter als politisches Fanal und sinkt zum persönlichen Racheakt herab.
Trapp sticht als erster auf den arglosen Vigelius ein. Dem überraschten Opfer bleibt gegen die Überzahl der Angreifer keine Chance zur Gegenwehr. Die grässlich verstümmelte, ausgeplünderte Leiche wird am nächsten Tag gefunden. Die Justiz vermutet zunächst, wie von den Tätern erhofft, einen schlichten Raubmord, mit dem Kadetten als Zufallsopfer.
Bald jedoch fällt der Verdacht auf Trapp und seine Mitverschworenen. Weil ihnen aber nichts zu beweisen und kein Geständnis zu entlocken ist, werden sie im Zuchthaus Diez inhaftiert und schwer misshandelt. Einige der Untersuchungshäftlinge gehen daran zugrunde oder begehen Selbstmord. Aus einigen wenigen Aussagen können die Ermittler schließlich die Tat rekonstruieren.
Die Urteile des Kriegsgerichts gegen die überlebenden 37 Beteiligten ergehen im Frühjahr 1832, fünf Jahre nach der Tat. Als Rädelsführer werden Trapp und drei weitere, inzwischen degradierte, Unteroffiziere (Heuser, Lemp, Leidung) „durch das Schwert“ enthauptet. Die übrigen Ex-Unteroffiziere und Soldaten erhalten Zuchthausstrafen, zwischen zwei und 15 Jahren.

## Kritiken
„[…] der Autor und Regisseur erzählte höchst farbig eine aufrührende Geschichte von Geistesverwirrung und Gewalt. Unter seiner Hand verwandelten sich die vergilbten Akten in ein blutvolles Stück Historie mit Figuren, deren Reden und Reaktionen den Zeitbruch spiegelten.“